# 長谷川宏
長谷川 宏（はせがわ ひろし、1940年4月1日 - ）は、日本の在野の哲学者。妻は児童文学者の長谷川摂子。
学習塾を営みながらヘーゲル研究を続ける在野の哲学者。難解なヘーゲルの哲学書を、従来の専門家的な訳語を避けて平易な言葉で訳した功績は大きい。著書に『新しいヘーゲル』(1997年)、『日本精神史』(2015年)など。

## 来歴
島根県平田市生まれ。1962年東京大学文学部卒業。1968年東京大学大学院人文科学研究科博士課程満期退学。学園紛争を経験参加した事で、（けじめをつけるため）一切大学には就職所属せず、自宅で学習塾を開くかたわら、哲学研究者として、原書でヘーゲルを読む会を主宰。
同会での活動をもとに、1992年に『ヘーゲル 哲学史講義』を新訳し、多数の関連出版を開始した。従来の専門家的な訳語をできる限り排した訳文は、読みやすいと評判になった。『ヘーゲル 哲学の集大成』を完結を期に、訳著の出版を終えている。
なお1998年には、ヘーゲルの『精神現象学』の翻訳により、レッシング翻訳賞（レッシング・ドイツ連邦政府翻訳賞）、BABEL国際翻訳大賞・日本翻訳大賞、を受賞した。
専修大学教授の言語学者・長谷川宏（1960年ー）は長谷川欣佑の息子の同名異人。

## 著書
- 『ヘーゲルの歴史意識』紀伊國屋新書, 1974年
紀伊國屋書店（新装単行判）, 1982年。講談社学術文庫（解説滝口清栄）, 1998年
- 『ことばの探索』現代書館, 1976年
- 『ことばへの道 言語意識の存在論』勁草書房, 1978年、講談社学術文庫, 2012年※
- 『赤門塾通信 きのふ・けふ・あす こどもたちとの知的共同体を求めて』現代書館, 1980年
- 『黒田喜夫 村と革命のゆくえ』未來社, 1984年
- 『言語の現象学』世界書院, 1986年
- 『格闘する理性 ヘーゲル、ニーチェ、キルケゴール』河出書房新社, 1987年、洋泉社MC新書, 2008年
- 『おとなと子どもの知的空間づくり 赤門塾の20年』明治図書出版, 1990年
- 『同時代人サルトル』河出書房新社, 1994年、講談社学術文庫, 2001年
- 『ヘーゲルを読む』河出書房新社, 1995年
- 『新しいヘーゲル』講談社現代新書, 1997年※
- 『ヘーゲル 「精神現象学」入門』講談社選書メチエ, 1999年
- 『哲学者の休日』作品社, 2001年
- 『丸山眞男をどう読むか』講談社現代新書, 2001年※
- 『日常の地平から』作品社, 2003年
- 『いまこそ読みたい哲学の名著 自分を変える思索のたのしみ』光文社, 2004年、光文社文庫, 2007年
- 『高校生のための哲学入門』ちくま新書, 2007年※
- 『ことばをめぐる哲学の冒険』毎日新聞社, 2008年
- 『双書 哲学塾 生活を哲学する』岩波書店, 2008年
- 『ちいさな哲学』春風社, 2009年
- 『初期マルクスを読む』岩波書店, 2011年
- 『日本精神史』（上下）講談社, 2015年／講談社学術文庫, 2023年10月※
- 『幸福とは何か―ソクラテスからアラン、ラッセルまで』中公新書, 2018年※
- 『日本精神史 近代篇』（上下）講談社選書メチエ le livre（単行判）, 2023年10月※

※は各・電子書籍で再刊

### 共著ほか
- 『しあわせのヒント』長谷川摂子と共著、河出書房新社, 1997年
- 編著『ヘーゲル 思想読本-知の攻略 1』 作品社, 2000年
- 『魂のみなもとへ 詩と哲学のデュオ』 谷川俊太郎と共著、近代出版, 2001年。朝日文庫, 2007年
- 『思索の淵にて 詩と哲学のデュオ』 茨木のり子と共著、近代出版, 2006年。河出文庫, 2016年
- 『日本思想史の可能性』平凡社, 2019年

大隅和雄・大山誠一・増尾伸一郎・吉田一彦と共著

### 翻訳
- ミケル・デュフレンヌ『言語と哲学』せりか書房, 1968年
- ユルゲン・ハーバーマス『イデオロギーとしての技術と学問』紀伊國屋書店, 1970年。北原章子と共訳
- レミイ・C・クワント『言語の現象学』せりか書房, 1972年。北川浩治と共訳
- エドムンド・フッサール『経験と判断』ルードヴィヒ・ランドグレーペ編、河出書房新社, 1975年、新版1980年、1999年
- ユルゲン・ハーバーマス『イデオロギーとしての技術と科学』紀伊國屋書店, 1977年/平凡社ライブラリー, 2000年
- エドムンド・フッサール『現象学の理念』作品社, 1997年
- アラン『芸術の体系』光文社古典新訳文庫, 2008年※
- カール・マルクス『経済学・哲学草稿』光文社古典新訳文庫, 2010年※
- アラン『芸術論20講』光文社古典新訳文庫, 2015年※
- ジュリアン・ベル『絵とはなにか』中央公論新社, 2019年
- エルンスト・ゴンブリッチ『美術の物語』ファイドン、2007年／河出書房新社, 2019年、普及版2024年

天野衛・大西広・奥野皐・桐山宣雄・長谷川摂子・林道郎・宮腰直人と共訳　
- トーマス・クロウ『芸術の知性』水声社, 2024年。林道郎と共訳

### ヘーゲル訳書
- 『哲学史講義』河出書房新社（上中下）, 1992-1993年。河出文庫（改訂版 全4巻）, 2016年※
- 『歴史哲学講義』（上下）、岩波文庫, 1994年。ワイド版2003年
- 『美学講義』作品社（上中下）, 1995-1996年
- 『精神現象学』作品社, 1998年
- 『法哲学講義』作品社, 2000年、新装版2022年
- 『論理学　哲学の集大成・要綱 第1部』作品社, 2002年、新装版2023年（下記も）
- 『自然哲学　哲学の集大成・要綱 第2部』作品社, 2005年
- 『精神哲学　哲学の集大成・要綱 第3部』作品社, 2006年